# Castro do Monte das Ermidas
O Castro do Monte das Ermidas, também referido como Castelo das Ermidas, localiza-se em Jesufrei, na freguesia de Lemenhe, Mouquim e Jesufrei, município de Vila Nova de Famalicão, distrito de Braga, em Portugal.
Encontra-se classificado como Imóvel de Interesse Público desde 1990.

## História
Situa-se num bosque, num outeiro vizinho ao lugar de Palhares, junto ao rio Guizando. Constitui-se num povoado fortificado da Idade do Ferro, possivelmente fundado no século IV a.C., e que foi ocupado, também possivelmente, até à Idade Média.
O castro foi objecto de campanhas de prospecção arqueológica nas quais se recolheram fragmentos de cerâmica datada da Idade do Ferro, além de cerâmica dita de "importação", ou seja, de origem exterior (grega e campaniense) e que teriam chegado ao castro na época da romanização, altura de que datam ímbrices e tégulas (tipos de telhas) que atestam a importância da romanização na história deste castro.
Ultimamente o castro tem-se deteriorado, pela erosão e pelo abandono a que foi votado.

## Características
Terá sido circundado por uma muralha de paredes compostas de silhares graníticos assentes em seco, em aparelho poligonal, constituída por dois paramentos paralelos preenchidos com pedra miúda que, em alguns locais, atingiria os 4 metros de altura e de espessura.  No lado mais exposto, a muralha era reforçada por dois fossos.
Apesar de não se encontrarem vestígios visíveis, foram encontradas, na zona interior em relação à muralha, as fundações de um núcleo de casas predominantemente de planta circular, bem como indícios de que os arruamentos e, especialmente um pátio central, seriam pavimentados com lajes de granito.